# 三ツ石 (真鶴町)

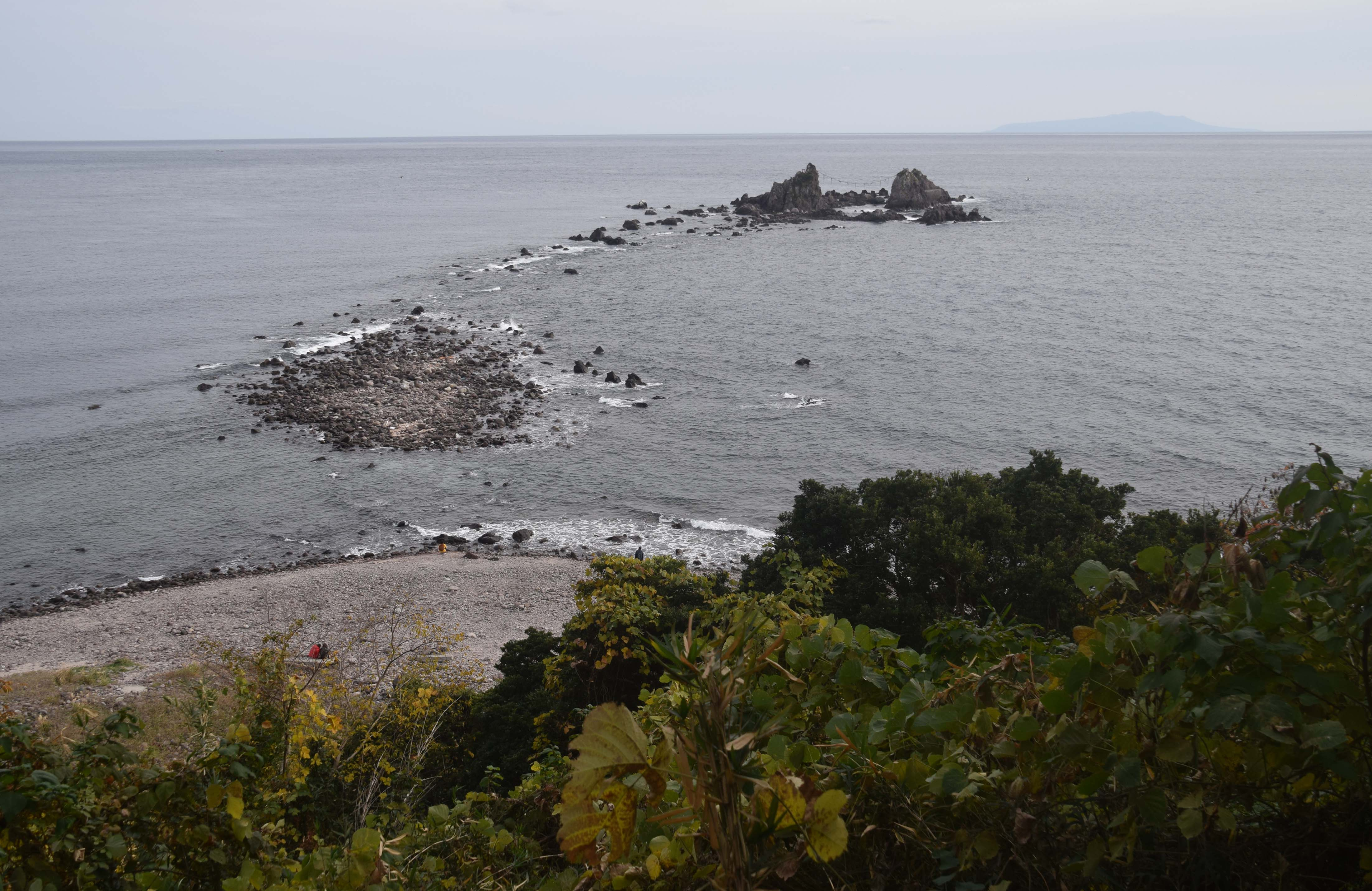
神奈川県真鶴町の真鶴半島の先端の「三ツ石」を真鶴岬から見おろす。遠くに伊豆大島が霞んで見える。

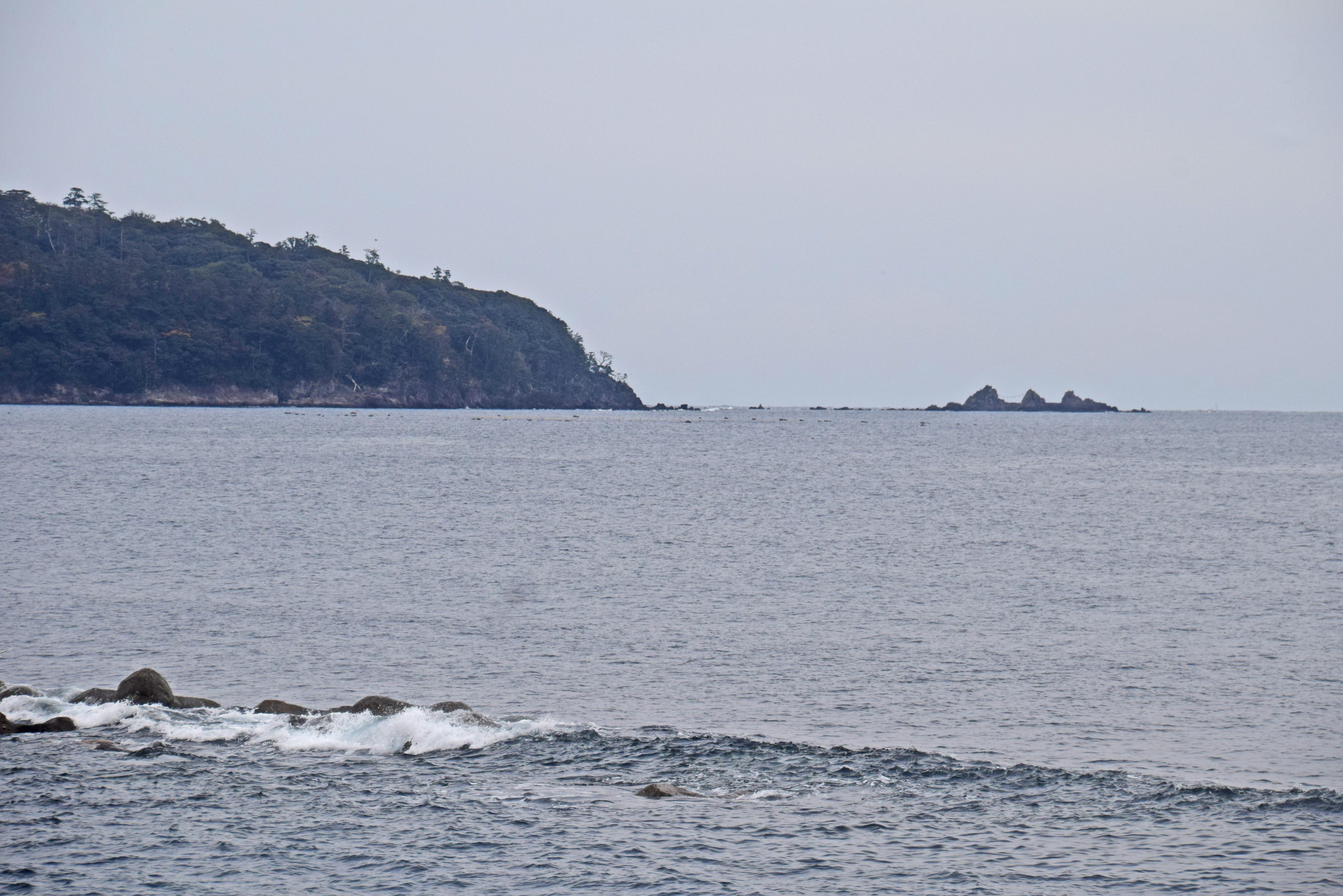
神奈川県真鶴町の「三ツ石」を湯河原町海岸から見ると、真鶴半島（左）の先に三つの石がよく見える。

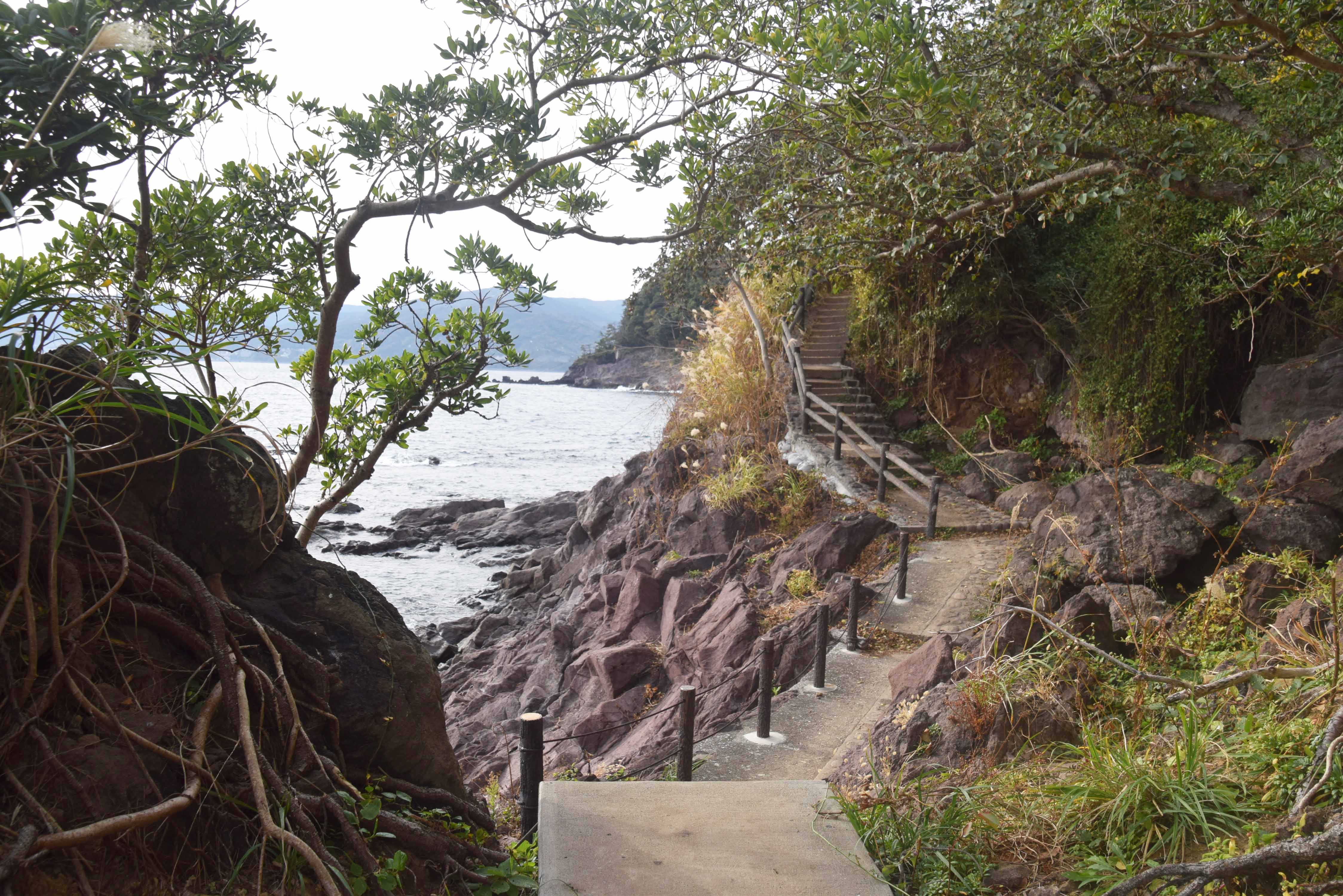
三ツ石から海岸に沿って西へ、「潮騒歩道」などがある。

三ツ石（みついし）は「笠島」とも呼ばれ、神奈川県足柄下郡真鶴町の真鶴半島の先端、真鶴岬の海上にある岩礁で、見る方向によって三つの岩でできているように見えるのでこの名がある。神奈川県立真鶴半島自然公園（「真鶴岬と三ツ石」）、箱根ジオパーク真鶴エリア（三ツ石海岸ジオサイト）の一部となっている。
真鶴岬から見下ろすといくつかの岩石があり、2つの大きな岩にしめ縄が張られているのが見える。真鶴町の
隣りの湯河原海岸からは真鶴半島全体がよく見えて、その先（右）に三つの岩でできている様がよく見える。干潮時には海岸から歩いて渡れる。しめ縄が張られた2つの岩の間に見える初日の出の名勝でもある。
交通は、真鶴駅から周遊バス（伊豆箱根バス）が保養施設「ケープ真鶴」まである。駅から真鶴半島を歩く人もあり、真鶴岬からは下の三ツ石海岸へ降りて、西へ向かって「潮騒歩道」（遊歩道）などがある。

## 参照項目
- 箱根ジオパーク
- 真鶴半島